# Asociación de Profesores y Estudiantes Gays y Lesbianas
La Asociación de Profesores y Estudiantes de Gays y Lesbianas (GaLTaS) fue una organización LGBT australiana activa de 1991 a 1998 que se estableció durante una ola de asesinatos de pandillas hacia homosexuales para dar a conocer los problemas generalizados de intimidación y violencia contra los homosexuales en las escuelas australianas, así como para ofrecer apoyo y una vía de reparación a sus víctimas. Fue fundado por dos miembros del Comité del Lobby de Derechos de Gays y Lesbianas de Nueva Gales del Sur:  el activista gay Derek Williams, un profesor nacido en Nueva Zelanda en Randwick Boys High School  y Jennifer Glass, una estudiante de 18 años, estudiante de secundaria lesbiana de Nueva Gales del Sur. Posteriormente, Williams fue reelegido seis veces como co-coordinador masculino, y después de la renuncia de Jennifer Glass, la maestra (ahora abogada) Jacqui Griffin se convirtió en co-coordinadora femenina de la mayor parte del importante activismo de GaLTaS. Su informe GaLTaS SchoolWatch y los casos legales históricos de la asociación que representan a estudiantes y docentes LGBT+ llevaron a cambios en la política gubernamental que tuvieron un impacto de largo alcance y duradero. Una parte integral del éxito de GaLTaS fue el activismo de sus estudiantes miembros y su diálogo con sindicatos, políticos, policías, padres y organizaciones de padres PFLAG y Padres y Ciudadanos (P&C).

## Historia
GaLTaS se registró el 17 de septiembre de 1992 como una sociedad incorporada australiana y estaba administrada por un comité elegido en cada Asamblea General Anual, encabezado por dos co-coordinadores. Los padres fueron invitados a todas las reuniones, tanto individualmente como a través de la asociación de trabajo con PFLAG y P&C. Los intentos anteriores de crear organizaciones de apoyo como los 'GAYTAS' de nombre similar en 1978 no habían sobrevivido, y las relaciones entre personas del mismo sexo en esa etapa seguían siendo un delito penal en Nueva Gales del Sur hasta la derogación de la ley en 1984,  y en Australia Occidental., Queensland y Tasmania hasta 1989, 1990 y 1997 respectivamente. Sin embargo, GaLTaS prevaleció después de que los propios estudiantes LGBT+ hablaran abiertamente tanto con los medios LGBT+ como con los principales medios de comunicación.

### Contexto
Los movimientos incipientes para establecer redes de apoyo para estudiantes y profesores LGBT+ incluyeron el Grupo de Profesores y Estudiantes Gay (originalmente llamado "Grupo de Profesores Gay"), establecido en Melbourne en 1975. Este grupo encabezó los esfuerzos para reformar las actitudes en relación con la escolarización y la homosexualidad trabajando con los políticos y la comunidad en general y buscando influir en ellos. En 1978, el grupo publicó Young, Gay and Proud, un libro escrito para adolescentes que exploran una identidad gay. En 1980 se publicó una versión americanizada del mismo nombre  El Grupo de Profesoras Lesbianas con sede en Sídney se formó en junio de 1978, y el grupo de Profesores y Estudiantes Gay de Nueva Gales del Sur (GAYTAS) se formó en 1979. Los dos grupos trabajaron por separado y en colaboración para promover el cambio. A pesar de que los estudiantes eran parte del nombre de GAYTAS, el grupo no tenía ningún miembro estudiantil. Sin embargo, fueron atacados en el Parlamento por Mick Clough, quien pidió una investigación para garantizar que los estudiantes estuvieran "protegidos de la presión homosexual". Clough también se opuso a la despenalización de la homosexualidad en 1984.

### Asesinatos de pandillas homosexuales
El impulso para crear la nueva asociación de profesores y estudiantes LGBT+ había alcanzado un punto crucial tras las condenas por asesinato y las penas de prisión de 18 años impuestas en 1990 a ocho estudiantes (los "Ocho de Alejandría") de la escuela secundaria Cleveland Street de Sídney y a un North Shore Catholic School por el asesinato relacionado con la homosexualidad del neozelandés Richard Johnson, de 33 años. Otro grupo de 30 jóvenes de entre 12 y 18 años (los "Bondi Boys") participaron activamente en arrojar a hombres homosexuales a la muerte desde los acantilados de Marks Park, Tamarama (coloquialmente eufemizado como "salto de acantilados"). Hasta 88 hombres murieron, entre ellos Scott Johnson, Ross Warren, Gilles Mataini y John Russell, y sus muertes inicialmente se descartaron como "suicidio", "accidente" o "no sospechosas". En medio de una serie de ataques de este tipo, el profesor gay de ciencias sociales Wayne Tonks también fue brutalmente asesinado por dos estudiantes de 16 años de Cleveland Street High School después de haber recibido amenazas en la escuela y haber saqueado su apartamento de Artarmon . Aparte de los dos que lo mataron, Tonks había enseñado previamente a tres de los niños que finalmente fueron condenados por el asesinato de Richard Johnson.  En 2023, todavía había "entre 50 y 100 personas de interés al menos conocidas" por la policía de Nueva Gales del Sur.

### Respuesta política
En febrero de 1993, la ministra de Educación, Virginia Chadwick, acordó una reunión con GaLTaS en el Parlamento de Nueva Gales del Sur, dirigida por Derek Williams, con la ex co-coordinadora del lobby de derechos de gais y lesbianas, Carole Ruthchild  y algunos de los estudiantes que estaban siendo sometidos a victimización homofóbica. y violencia en su escuela. Tras una entrevista con Chadwick y Williams realizada por Quentin Dempster en el Informe de las 7:30, Chadwick anunció un borrador de Procedimientos para resolver quejas sobre discriminación contra estudiantes, que proporcionaría un medio para que los estudiantes LGBT+ obtengan reparación y completen su educación. Tras la publicación del Informe SchoolWatch, este se promulgó finalmente en 1996  y el Departamento de Educación de Nueva Gales del Sur también publicó un kit revisado de Recursos para la enseñanza contra la violencia, que incluía una sección sustancial dedicada a 'Violencia y homofobia'. .  Estas medidas estaban destinadas principalmente a revertir la escalada de las omnipresentes invectivas homofóbicas de los estudiantes hacia delitos graves como asaltos y homicidios que estaban teniendo consecuencias que cambiaban la vida no sólo de sus víctimas, sino también de sus perpetradores juveniles.

#### Elinforme SchoolWatchy la línea directa para jóvenes LGBT+
En marzo de 1993, GaLTaS recibió una Subvención Nacional Federal para Jóvenes de 30.000 dólares (equivalente a aproximadamente 69.500 dólares en 2024)  por parte del Departamento de Empleo, Educación y Capacitación para establecer una línea telefónica directa gratuita para estudiantes homosexuales y lesbianas víctimas de Acoso homofóbico y violencia en las escuelas. Un equipo de 18 consejeros fue capacitado por la coordinadora de padres de GaLTaS, Kay Humphreys, y la consejera Karen Paroissien  durante mayo de 1993. Se atendieron más de 500 llamadas después del lanzamiento de la línea directa el 17 de julio de 1993.
La investigación de las encuestas realizadas por Jacqui Griffin se recopiló para su inclusión en The SchoolWatch Report. : Un estudio sobre el acoso y la violencia contra lesbianas y homosexuales en las escuelas australianas, con prólogo de Paul O'Grady MLC y epílogo de Derek Williams. SchoolWatch se inspiró en el Informe Streetwatch del lobby de derechos de gais y lesbianas sobre la violencia anti-LGBT+, lanzado en 1990 por el ministro de Policía Ted Pickering. Se envió una copia del Informe SchoolWatch de Griffin a la señora Chadwick, quien expresó alarma por sus hallazgos en una entrevista con The Sydney Morning Herald, confirmando que había escuchado "historias muy tristes y a veces horribles" sobre la discriminación:

But I'd have to say I think equally sad are the stories you don't hear about the young people who drop out of school because they haven't told their parents, because their parents don't know they are gay, they don't tell their teachers because they fear they might not be understood or get support there. Rather than stand up for their rights and know there is a mechanism there to help them, they drop out. It is such a loss and a source of great concern for me.

La señora Chadwick dijo al Herald que no tendría "ninguna dificultad" para leer listas de libros de ficción y no ficción seleccionados de una lista proporcionada por GaLTaS que proporcionaba imágenes positivas de personas LGBT colocadas en las bibliotecas escolares. Posteriormente, Chadwick lanzó el Informe SchoolWatch el 6 de marzo de 1995 en Randwick Boys High School en una ceremonia a la que asistieron profesores, estudiantes, Griffin, Williams, el director Geoff McNeill, que había invitado a Chadwick, y el P&amp;C de la escuela. Tras el lanzamiento, Williams formó el Comité de Vigilancia Escolar en junio de 1995 (y Griffin más tarde se convirtió en secretario)  para reunir a representantes del Departamento de Educación de Nueva Gales del Sur, la Junta de Estudios y la Asociación de Padres y Ciudadanos de Nueva Gales del Sur., la Federación de Maestros de Nueva Gales del Sur, el Sindicato de Educación Independiente de Australia, la Oficina de Educación Católica (CEO), la Junta Antidiscriminación de Nueva Gales del Sur, la parlamentaria independiente Clover Moore y el Oficial de Enlace Gay de la Policía de Nueva Gales del Sur  para abordar los problemas actuales de acoso escolar,  ideación suicida, suicidio entre jóvenes LGBT  y homicidio por parte de estudiantes, a través de talleres, programas de capacitación docente y libros en las escuelas.En septiembre de 1995, el Comité Permanente sobre Asuntos Sociales del Consejo Legislativo de Nueva Gales del Sur hizo referencia a los datos del Informe SchoolWatch en Un informe sobre la violencia juvenil en Nueva Gales del Sur, señalando una importante subnotificación :

It is of concern that of 37 students reporting incidents of verbal or physical harassment, 31 had not reported the most serious incidents to school authorities. (Submission 43). In two submissions to the Committee from school students, little sympathy was expressed for victims of this form of violence (Submissions 20 and 58). It was suggested to the Committee that 46% of young people involved in an anti-homophobia workshop in one school were not aware that it was illegal to bash homosexuals. A group of ten students, charged with the murder of a Sydney man at a park near their High School, expressed genuine surprise upon their arrest (in camera evidence). The Committee also heard that school personnel have demonstrated homophobic attitudes.

Después de la derrota del Partido Liberal de Nueva Gales del Sur por los laboristas en las elecciones estatales de Nueva Gales del Sur de 1995, Chadwick fue sucedido como ministro de Educación por John Aquilina, quien más tarde archivó abruptamente la implementación de sus reformas.En febrero de 1997, como delegada de GaLTaS, Williams se dirigió a un foro del Parlamento de Australia sobre el suicidio juvenil convocado por el entonces Primer Ministro, John Howard, en colaboración con Heather Horntvedt, quien representó a PFLAG  en su discurso en el foro.

#### Territorio del Norte
Los intentos de establecer sucursales regionales de GaLTaS a veces encontraron una dura oposición política. En febrero de 1993, al enterarse de que Jacqui Griffin estaba estableciendo una oficina de GaLTaS en su ciudad natal de Darwin en colaboración con el grupo de padres PFLAG, el ministro de Educación del NT , Mike Reed, expresó su preocupación en una transmisión de radio ABC de que GaLTaS "reclutaría niños impresionables". Calificó a GaLTaS de "discriminador e intolerante" y dijo que "ya era hora de que reconocieran que son un grupo minoritario". Sin embargo, 30 años después, el Gobierno del Territorio del Norte bajo el Partido Laborista revocaría por completo todas las exenciones religiosas anti-LGBT de su legislación antidiscriminación, con Griffin presente.

### Comisión Real de Madera
Durante la Comisión Real del Juez James Roland Wood en el Servicio de Policía de Nueva Gales del Sur, Derek Williams representó a GaLTaS en presentaciones en nombre de profesores y estudiantes LGBT+.  En una entrevista en el Informe de las 7:30 de Quentin Dempster, Williams describió el Código de Ética de GaLTaS y la política de bienestar estudiantil que había sido revisada el año anterior por Jacqui Griffin y adoptada en una SGM en diciembre de 1995.   

## Talleres y Conferencias
GaLTaS fue invitada periódicamente a organizar talleres en las escuelas y en el Departamento de Educación para la formación de docentes, así como a celebrar sus propias conferencias. En su artículo para el libro One Teacher In 10 de Kevin Jennings, Jacqui Griffin describió sus experiencias al lidiar con la homofobia entre los estudiantes cuando enseñaban ciencias, algunas de las cuales se convirtieron en estudios de caso para tales conferencias.  En 1994, dirigido por la co-coordinadora Margaret Edwards, GaLTaS celebró una conferencia en el Museo Australiano titulada Orgullo y visión: el camino a seguir . Los oradores incluyeron a Clover Moore, Chris Puplick, Paul O'Grady y Julie McCrossin . La agenda de la conferencia incluía 'ignorancia y homofobia', 'crianza de gais/lesbianas', 'jóvenes rurales gais', 'necesidades especiales de los estudiantes gais/lesbianas', 'romper estereotipos', 'salir del armario sin menosprecios', ' Problemas del VIH en las escuelas" y "estrategias para la reducción de la homofobia".

## Manifestaciones políticas
En cada año de su existencia, GaLTaS participó en el desfile anual de Mardi Gras de Gays y Lesbianas de Sídney, a menudo marchando con PFLAG (Padres y Amigos de Lesbianas y Gays). Más allá de sus asociaciones académicas y enlaces con funcionarios gubernamentales, GaLTaS mantuvo una alta visibilidad a través de su participación con pancartas en manifestaciones callejeras de relevancia para sus campañas de derechos civiles LGBT contra la violencia y la discriminación. Además de sus mandatos LGBT, GaLTaS también defendió la igualdad de derechos para las redes BAME y Disability, cuyos miembros eran a menudo LGBT+.

## Actividad jurídica

### Demandas por incumplimiento del deber de diligencia
Desde abril de 1997, GaLTaS comenzó a ayudar a los estudiantes LGBT+ que demandaron a sus escuelas en una serie de casos históricos  que alegaban incumplimiento del Deber de Diligencia por parte de la Oficina de Educación Católica (CEO) y el Departamento de Educación de Nueva Gales del Sur ( DoE), que finalmente se resolvieron extrajudicialmente mediante acuerdos de confidencialidad.Una investigación realizada por el investigador Dr. David Plummer de la Universidad Nacional de Australia  encontró que la homofobia era endémica en las escuelas australianas y había "descubierto comportamientos que eran más esperados en las cárceles que en el supuesto refugio seguro de las escuelas". Plummer dijo: "Mi investigación detalla que niños son escupidos, agredidos físicamente y aterrorizados. A menudo, el asalto es tan salvaje que se rompen huesos en ataques de pandillas".

#### Tsakalos contra el Departamento de Energía
En 1997, con la ayuda de GaLTaS y Carters Law Firm,  a los 14 años, Christopher Tsakalos se convirtió en el estudiante más joven en demandar a su escuela    por difamación e intimidación contra los homosexuales. Tsakalos ya había cambiado de escuela varias veces y dijo que sus compañeros lo "golpearon, abusaron y aterrorizaron" porque era gay. 60 Minutes de Nine Network transmitió el documental Orgullo y prejuicio - Chris  que mostraba a estudiantes de la escuela secundaria Cranebrook de West Sydney gritando abusos homofóbicos en el patio de la escuela, junto con entrevistas de Williams de GaLTaS, estudiantes de Cranebrook, Tsakalos y su madre. Vicky Tsakalos y la directora.
El Subdirector General de Educación, George Green, dijo al Sydney Morning Herald que el asunto se estaba tomando muy en serio y que estaba "investigando el asunto personalmente",  pero cuestionó las afirmaciones de que no se había hecho nada para ayudar a Tsakalos. quien, según dijo, tenía "dificultades de aprendizaje y asistencia" de larga data. A pesar de estar en comunicación directa con GaLTaS, Green dijo que creía que "no había evidencia de que la homofobia estuviera causando grandes problemas en las escuelas de Nueva Gales del Sur", sin embargo, el presidente de la Junta Antidiscriminación de Nueva Gales del Sur y el comisionado de Privacidad de Nueva Gales del Sur, Chris Puplick, cuestionó afirmaciones del Departamento de Educación de que el abuso de estudiantes homosexuales en las escuelas de Nueva Gales del Sur era poco común. Puplick alegó que el departamento estaba ignorando evidencia clara de difamación generalizada de los alumnos homosexuales y, por lo tanto, era "moralmente culpable" por la violencia y el acoso experimentados por un número significativo de estudiantes. El Departamento respondió que "se toman las medidas más enérgicas posibles, pero no podemos actuar si no se nos informan los incidentes", dando así crédito a la evidencia de una falta generalizada de denuncias por parte de víctimas LGBT+ presentada al Comité Permanente de Asuntos Sociales del Consejo Legislativo en su informe. en Violencia Juvenil .  Además de los datos que documentan el acoso y la violencia contra los estudiantes LGBT+, presentado al Consejo ya había descubierto para entonces una importante falta de denuncia por parte de las víctimas por temor a represalias y a denunciar a sus familias y compañeros.
El caso Tsakalos había sido planteado públicamente por primera vez por Williams en su discurso ante el Parlamento australiano el 28 de febrero de 1997  antes de que se tomara la decisión de demandar al Departamento de Educación por incumplimiento del deber de diligencia, en lo que Williams dijo que sería una prueba. caso. Un abogado involucrado en el caso evaluó los daños probables en 200.000 dólares (= c. equivalente a 422.500 dólares en 2024). En un acuerdo extrajudicial de último momento entre las partes, el Departamento se comprometió a proporcionar una escuela segura para Tsakalos. Según el acuerdo, el Departamento de Educación proporcionó conductores para que lo recogieran en su casa y lo regresaran allí los días escolares, y acompañantes para garantizar su seguridad durante su estancia en la escuela. La historia apareció en las principales cabeceras, tanto a nivel nacional como internacional, pero sufrió una cobertura de prensa completamente negativa en el Daily Telegraph, que acusó a Tsakalos de fingir y a GaLTaS de entrenarlo. al mismo tiempo que sugiere que los estudiantes LGBT+ merecen ser intimidados.

#### Brilley contra el director ejecutivo
También en 1997, nuevamente con la ayuda de GaLTaS y Carter's Law Firm, el estudiante gay James Brilley demandó a su escuela secundaria católica privada, Marcellin College Randwick, por incumplimiento del deber de diligencia y difamación contra los homosexuales . Brilley alegó que los profesores presenciaron los abusos homofóbicos de sus compañeros contra él, "pero no habían hecho nada para evitarlo". En cambio, Brilley declaró que desde los 14 años, el director de la escuela lo envió regularmente a la Unidad de Adolescentes del Hospital Prince of Wales, donde recibió asesoramiento y medicamentos sin el consentimiento de su madre. Después de colapsar en su escuela como resultado de su experiencia, Brilley pasó 4 meses bajo atención psiquiátrica en la Unidad Psiquiátrica Caritas del Hospital St Vincent. A pesar de que las escuelas católicas están exentas de la Ley contra la discriminación por razones religiosas, el asunto se resolvió extrajudicialmente mediante un acuerdo de confidencialidad por una suma de seis cifras. Williams dijo al Sydney Star Observer : "El director ejecutivo acepta dinero público para ayudar a financiar sus escuelas; por lo tanto, deberían obedecer las mismas leyes contra la discriminación que se aplican al resto de la comunidad". A la luz de la queja de Brilley, y haciéndose eco del llamado de Williams para que se reforme la ley, Chris Puplick afirmó: "Los derechos de los estudiantes no deben depender de su escuela en particular".  El tratamiento dado a Brilley no alcanzó la propia denuncia de discriminación de la Comisión de Educación Católica (CEC), tanto en el informe de 1982 de la Junta Antidiscriminación, Discriminación y Homosexualidad :

Catholic authorities have made it clear that they deplore personal discrimination against homosexuals … homosexuals are assured of acceptance, and guaranteed the human rights enjoyed by others.

### Despidos en virtud de exenciones de la ley contra la discriminación
En octubre de 1992, el subdirector de la Universidad Católica Australiana, el hermano Dan Stewart, rechazó el permiso de GaLTaS para establecer un grupo de estudiantes en su campus, después de una reunión con un profesor en prácticas de GaLTaS matriculado allí. Stewart acusó a GaLTaS de idear y politizar un tema "contrario al espíritu declarado de la universidad", sin embargo, el ministro federal de Educación, Peter Baldwin, dijo que estaba muy decepcionado por la decisión de la universidad; "A los gays y lesbianas, como a cualquier otro estudiante, se les debe permitir reunirse y ofrecerse apoyo mutuo sin temor a repercusiones por parte de la administración universitaria".Desde mayo de 1993, GaLTaS comenzó a pedir al parlamento de Nueva Gales del Sur que eliminara las exenciones relacionadas con LGBT+ de las escuelas privadas de la Ley contra la discriminación de Nueva Gales del Sur de 1977.

#### Saidi contra el director ejecutivo
El 10 de marzo de 1995, Peter Saidi, profesor de informática, de 25 años, alegó un despido constructivo por parte de la Oficina de Educación Católica de su puesto en el Freeman Catholic College después de que sus empleadores supieran que había marchado con la carroza GaLTaS en el Mardi Gras para gais y lesbianas de Sídney, el sábado anterior. Al día siguiente, más de 500 estudiantes y padres organizaron una revuelta escolar en el óvalo de la escuela en apoyo de Saidi, mientras que los 1100 estudiantes de la escuela firmaron una petición exigiendo su reinstalación inmediata. A pesar del fuerte apoyo que le brindaron los estudiantes y los padres, Saidi dijo al periódico Capital Q: "Me obligaron a dimitir para que, cuando buscara empleo en otro lugar, tuviera un aspecto más favorable que si me hubieran despedido". Derek Williams dijo al Daily Telegraph que debido a que la discriminación anti-LGBT+ estaba legalmente permitida en estas escuelas bajo exenciones religiosas de la Ley Antidiscriminación, "los estudiantes estaban siendo protegidos de las leyes que eventualmente se les aplicarían cuando dejaran la escuela". El secretario general del Sindicato Independiente de Educación (IEU), Dick Shearman, respondió que el IEU no podía defender a Saidi porque las escuelas no gubernamentales estaban exentas de la legislación contra la discriminación. "Ya sea que esté de acuerdo o en desacuerdo con esa opinión, resulta que es la ley tal como está en Nueva Gales del Sur, y tenemos que operar dentro de ella en cualquier sentido legal". Después de darse cuenta del alcance del apoyo hacia él dentro del cuerpo estudiantil y de padres, Saidi intentó sin éxito retractarse de su renuncia, y los estudiantes pusieron fin a su huelga después de que la escuela amenazó con retener sus resultados académicos. Posteriormente trabajó como profesor de informática y matemáticas en el Departamento de Educación de Nueva Gales del Sur.

#### Griffin contra el director ejecutivo
Si bien la ley estatal de Nueva Gales del Sur no podía ofrecer a Peter Saidi ninguna protección contra la discriminación anti-LGBT+ basada en la religión, la Comisión federal de Derechos Humanos e Igualdad de Oportunidades (HREOC) estaba preparada para pronunciarse sobre tales casos, basándose en el compromiso de Australia con el derecho internacional de los derechos humanos. Aunque cualquier fallo a favor de un apelante sería un tigre de papel, aun así traería a la luz pública la discriminación anti-LGBT+ al ser presentado en el parlamento federal .En 1997, Jacqui Griffin ganó su caso de discriminación presentado ante HREOC bajo Chris Sidoti contra la Oficina de Educación Católica de Sídney por negarle empleo sobre la base de su co-coordinación de GaLTaS, con Derek Williams compareciendo como testigo en representación de GaLTaS. Griffin argumentó que la defensa de GaLTaS por escuelas libres de violencia y discriminación dirigida contra los homosexuales cumplía con las propias declaraciones de la Iglesia Católica en 1982 y 1993,   y que, además, la propia CCA había declarado explícitamente que los homosexuales podían ser maestros.
Williams también dijo en la audiencia: "Los objetivos de GaLTaS no son promover la actividad homosexual..." Sidoti comentó más tarde en el informe:

If the employment of Ms Griffin would injure the religious susceptibilities of these students and their parents, the injury would be founded on a misconception. Indeed it would be not an injury to their religious susceptibilities but an injury to their prejudices.

El director ejecutivo rechazó el hallazgo de la HREOC; Sin embargo, en marzo de 1998 Sidoti presentó su decisión al Fiscal General Daryl Williams para que la presentara en el Parlamento Federal, declarando que las afirmaciones de la iglesia eran "gratuitas y difamatorias". En su libro The High Price of Heaven, el autor David Marr escribió que el asunto Griffin era "profundamente embarazoso para la Iglesia católica. Tenía que admitir que el objetivo de GaLTaS de proteger a los niños homosexuales y lesbianas del acoso concordaba con las propias enseñanzas de la iglesia tal como estaban establecidas. por la Congregación para la Doctrina de la Fe ."   
Posteriormente, la Iglesia Presbiteriana de Queensland adujo la victoria de Griffin en la HREOC en apoyo de sus afirmaciones de derechos contrapuestos y supuesta abrogación de la libertad de religión en su presentación ante el Parlamento de la Commonwealth de Australia , Investigación sobre el estado del derecho humano a la libertad de religión o de creencias que había sido convocado en 2016 por el ministro de Asuntos Exteriores, Excmo. Julia Obispo. Sin embargo, la investigación caducó cuando el Comité Permanente Conjunto se disolvió tras la disolución de la Cámara de Representantes en abril de 2019.

## Representación de los medios
El Sydney Daily Telegraph, un tabloide conservador que se opone al Sydney Morning Herald y al The Australian, entrevistó a matones escolares anti-LGBT+ que afirmaban que sus estudiantes homosexuales víctimas se lo estaban "pidiendo" con su comportamiento en el campamento, insinuando que se estaban provocando maltrato en manos de estudiantes y personal  en sus escuelas. El Telegraph dedicó toda su portada a la demanda de Christopher Tsakalos, con el imperativo titular "Camina como un hombre", que presentaba una fotografía de altura completa que habían tomado de Tsakalos con su cartel de protesta inclinado sobre un hombro, destacando la improbabilidad de que alguna vez caminando como un hombre "real". Los reporteros del Daily Telegraph también siguieron la historia de Tsakalos en un artículo titulado "El chico gay lo pidió - estudiantes" (Trute & Angelo, 1997)  en el que se daba a entender que el caso judicial de Tsakalos era sospechoso porque, como sus compañeros de estudios sugirió, "se lo buscó él mismo" y, además, les molestaba que emprendiera acciones legales. (Trute y Angelo, 1997, p.3). En otro informe del Daily Telegraph, Miranda Devine, conocida por sus comentarios críticos sobre cuestiones de género y LGBT+  argumentó que cualquiera que sea diferente, como Tsakalos, es un "blanco fácil" en el patio de la escuela y que prevenir ese acoso es imposible:

In order to protect Christopher and children like him from being ostracized, you would have to make mincing homosexuality the norm in schools. The torment he has suffered has less to do with his homosexuality than the fact he is different from his peers.

Devine también cuestionó la autenticidad de la actuación de Tsakalos en el campamento, sugiriendo que había sido montada por GaLTaS para obtener una recompensa financiera y convertirlo en "un cartel internacional del movimiento homosexual" (Devine, 1997, p.10)  La afirmación, también hecha por George Green, fue negada enérgicamente como "absoluta basura" por la madre de Tsakalos, Vicky en ABC Radio, y en una carta al editor del Telegraph.En otros lugares, sin embargo, GaLTaS consiguió una representación mediática en gran medida comprensiva de las personas LGBT, especialmente del Sydney Morning Herald   así como documentales de televisión, en sus esfuerzos por llevar la vulnerabilidad de los jóvenes LGBT al foco público.
En 1992, por ejemplo, la serie de televisión Sex  de Nine Network transmitió un episodio de "Homosexualidad", una cena televisada ofrecida por la actriz Sophie Lee, con el presidente de la Asociación Médica Australiana (AMA), el Dr. Kerryn Phelps como reportero médico. Fred Nile, político del Festival of Light y opositor abierto de los derechos LGBT+, así como representantes de las asociaciones de Padres y Ciudadanos (P&C) y Williams en representación de GaLTaS. Posteriormente, Williams y Phelps fueron entrevistados por Liz Hayes en el Today Show sobre la homofobia en la escuela.La Australian Broadcasting Corporation (ABC) y 60 Minutes del Canal 9 también transmiten documentales de televisión que cubren los esfuerzos de GaLTaS para mantener a los estudiantes LGBT+ en la escuela. El documental Homophobia de ABC's Attitude, que presentó un informe sobre Harvey Milk High School, incluyó entrevistas con estudiantes LGBT, padres, Jacqui Griffin y filmó a Derek Williams enseñando en Randwick Boys High School, cuyo director de apoyo Geoff McNeill también fue entrevistado.

## Derogación de las exenciones religiosas
Los estados, territorios y jurisdicciones de la Commonwealth de Australia varían mucho en sus excepciones a la ley contra la discriminación para las instituciones educativas religiosas en relación con los estudiantes y el personal.
El 10 de abril de 2019, el Fiscal General emitió unos Términos de Referencia solicitando a la Comisión Australiana de Reforma Legal (ALRC) que realizara una investigación sobre el marco de las exenciones religiosas en la legislación contra la discriminación. Sin embargo, el 3 de noviembre de 2022, el Fiscal General retiró el mandato de la investigación, que luego fue abandonada tras la archivación del polémico proyecto de ley sobre discriminación religiosa de la Coalición. Las exenciones existentes ya otorgaban a las escuelas religiosas e independientes el derecho legalmente protegido de expulsar a los estudiantes LGBT+ y de despedir al personal docente y auxiliar LGBT+ por motivos de su orientación sexual o género real o percibido. Sin embargo, a pesar del fracaso del proyecto de ley sobre discriminación religiosa, el profesor de Derecho y Justicia Lucas Lixinsky de la Universidad de Nueva Gales del Sur argumentó que las escuelas religiosas aún podrían recurrir a despidos constructivos en los que "la prohibición de expulsar a un estudiante o despedir a un profesor crea un incentivo para creando ambientes educativos y laborales hostiles".Mientras tanto, en el Territorio del Norte (NT), después de un período de consultas, el Proyecto de Ley de Enmienda Antidiscriminación de 2022 (NT) que elimina las exenciones religiosas "limitadas" en áreas de educación – sección 30(2), trabajo – sección 37A y alojamiento: la sección 40 (2A) fue aprobada en la Asamblea Legislativa del Territorio del Norte el 22 de noviembre de 2022, con Jacqui Griffin presente en la Cámara. Si bien esto fue bien recibido por el grupo LGBT+ del NT Rainbow Territory, que había presentado una presentación en enero de 2018 al gobierno del NT pidiendo una reforma, se opuso a ello el Partido Liberal del País, que prometió derogarlo, y fue objetado. por organismos religiosos como una erosión de la libertad religiosa.
El 27 de enero de 2023, la ALRC publicó su documento de consulta, Instituciones educativas religiosas y leyes contra la discriminación, en el que el gobierno australiano declaró su compromiso de reformar las leyes federales contra la discriminación para garantizar que las instituciones educativas religiosas ya no "discriminan a un estudiante o miembro de personal por motivos de orientación sexual, identidad de género, estado civil o civil o embarazo". La reforma propuesta no limitaba de otro modo el derecho de las instituciones religiosas a dar preferencia de buena fe a personas de la misma religión que la institución educativa en la selección de personal. A la luz del gran volumen de presentaciones recibidas, los Términos de Referencia modificados se promulgaron el 20 de abril de 2023  y el informe se publicó el 14 de diciembre de 2023. Se presentó al Parlamento el 21 de marzo de 2024.
En diciembre de 2023, Saint Ursula's College, Kingsgrove puso fin a su prohibición de tener parejas del mismo sexo para estudiantes LGBT+ que asistieran a la escuela formal después de que una petición de Change.org lanzada por un estudiante contra su "política discriminatoria" alcanzara 4.900 firmas. El ministro federal de Educación, Jason Clare, había instado a la escuela católica a reconsiderar la prohibición y "mostrar un poco de sentido común", afirmando: "Estamos en 2023. Deberías poder llevar a quien quieras a la despedida de Year 12". En el mismo mes, el Papa Francisco anunció que a los sacerdotes se les permitiría bendecir a parejas del mismo sexo, una medida que parecía apartarse radicalmente de la antigua negación por parte de la Iglesia de sus sacramentos principales a los comulgantes LGBT+ si no eran célibes., y la negativa de larga data a bendecir las uniones entre personas del mismo sexo.A pesar de estos avances, en marzo de 2024, Equality Australia publicó un mordaz informe de 155 páginas 'Desestimado, negado y degradado: un informe nacional sobre la discriminación LGBTQ+ en escuelas y organizaciones religiosas' en el que afirmaba que la discriminación anti-LGBT todavía estaba muy extendida en instituciones de fe:

Through 26 personal stories and an extensive investigation of publicly available records and financial information, this report reveals the impact and true extent of LGBTQ+ discrimination in religious educational institutions and faith-based service providers in Australia.

## Legado
En 1998, GaLTaS fue absorbida por la Federación de Maestros de Nueva Gales del Sur como un grupo de interés especial, con Derek Williams como miembro fundador. El Comité de Vigilancia Escolar establecido por Williams continuó desempeñando su función de asesoramiento ministerial prevista durante los siguientes cinco años, y Jacqui Griffin finalmente asumió el papel de Secretaria. De 2010 a 2017, la Coalición de Escuelas Seguras de Australia ejecutó el Programa de Escuelas Seguras para brindar apoyo a maestros y escuelas que buscaban ayuda en la creación de un entorno más inclusivo para los estudiantes LGBT+ y sus familias.Después de ingresar a la profesión jurídica a tiempo completo, Griffin continuó su activismo por los derechos LGBT+ a través de su participación en su Territorio del Norte natal con el grupo Rainbow Territory, que hizo presentaciones en relación con la legislación federal de libertad religiosa, así como con la legislación del Territorio. propias leyes estatales contra la discriminación en relación con las escuelas religiosas. El resultado más completo tanto para el personal como para los estudiantes después del cabildeo del grupo fue la derogación de las exenciones religiosas en 2023, aprobada mientras ella estaba presente en la Cámara. Su libro infantil Las aventuras de Scales y Sarah sobre la amistad entre una niña y un lagarto dragón barbudo con cambio de género cromosómico en un contexto de cambio climático fue autoeditado en 2023. En 2006, Williams se mudó a su Escocia ancestral, donde permaneció activo en la política LGBT+, y en 2018 fue cooptado para el Comité de la Red del Orgullo del Personal de la Universidad de Edimburgo, en el que actualmente cumple su sexto mandato como Reuniones. Secretario. El 3 de marzo de 2023, su antiguo empleador, Randwick Boys High School, celebró el Día Mundial del Orgullo como un evento para toda la escuela.
Antes del activismo de GaLTaS para llevar la existencia de los jóvenes LGBT+ y su victimización a la ineludible conciencia pública, la política del Departamento de Educación de Nueva Gales del Sur había sido que "El Departamento de Educación Escolar no aprueba ni promueve la homosexualidad", en líneas similares a las británicas. Sección 28, que reflejaba la opinión predominante en ese momento. El sincero reconocimiento de Virginia Chadwick de los problemas que enfrentan los niños LGBT+ en sus escuelas y su voluntad de abordarlos con nuevas políticas contra la discriminación y el acoso, reflejó una apertura al diálogo con los padres de estos niños y sus maestros. Además, la financiación por parte del gobierno de Keating de la línea directa para jóvenes GaLTaS que precedió al Informe SchoolWatch de Griffin, seguido del lanzamiento público y adopción del informe por parte de Chadwick, dejó constancia pública de manera creíble de la experiencia de acoso de los estudiantes LGBT+ y su correlación directa con el homicidio cometido por estudiantes, la depresión y Ideación suicida. Crucial para la defensa de GaLTaS por escuelas seguras fue su diálogo con los padres. En su edición de febrero de 2000 de Parent & Citizen Journal, el P&amp;C publicó un artículo de Griffin (Secretario del Comité de Vigilancia Escolar), Enseñando contra la Homofobia, que decía:

Homophobic harassment, though, begins at primary school and is intrinsically connected to gender. Homophobia originates from, and serves to reinforce, dominant constructions of appropriate masculine and feminine behaviours.

En 2017, el Departamento de Educación de Nueva Gales del Sur había promulgado su Revisión de la Educación sobre Sexualidad y Género, estableciendo directrices para planes de estudios de educación sexual apropiados para la edad, tras la ampliación en 2011 de su política contra el acoso escolar. En 2022, el gobierno de Nueva Gales del Sur publicó su documento Estrategia de Salud LGBTIQ+ 2022-2027, que, junto con el concluyente voto "Sí" del 61% en la Encuesta Postal sobre la Ley de Matrimonio de Australia de 2017, subrayó aún más la magnitud del cambio que había tenido lugar en la comprensión pública de la identidad LGBT+ lejos de su criminalización antes de 1984 .